# Mareșal (vânător de tancuri)
Vânătorul de tancuri Mareșal este un concept de tun antitanc mobil dezvoltat în România în timpul celui de-al Doilea Război Mondial. Acesta a fost inspirația pentru crearea distrugătorului de tancuri german Panzerjager 36 poreclit Hetzer.Au fost construite 6 prototipuri (M-00, M-01, M-02, M-03, M-04, M-05) între decembrie 1942 și ianuarie 1944. La 26 octombrie 1944 prototipurile rămase precum și planurile vânătorului de tancuri au fost confiscate de armata sovietică în baza armistițiului.

## Dezvoltare
Încă din primele zile ale celui de al Doilea Război Mondial în cadrul unităților blindate ale Armatei Române s-a simțit lipsa acută a unor soluții antitanc eficiente. Aceste lipsuri s-au acutizat pe parcursul anului 1942 din cauza intrării tanchiștilor români în contact cu tancurile sovietice T-34 si KV-1. Ca urmare, conducerea Armatei Române a propus dezvoltarea unui vânător de tancuri ușor, foarte mobil și cu mare putere de foc capabil să fie produs de industria românească.
Echipa de cercetare formată din cpt. ing. Gheorghe Sîmbotin și mr. Nicolae Anghel avea misiunea să realizeze din piese separate un vehicul de luptă perfect adaptat condițiilor frontului de est. Soluția de moment a fost adaptarea prin teste succesive a unui tun antitanc pe un șasiu de tanc ușor. Cum în România exista suficient material de captură provenit de pe frontul de răsărit s-a optat pentru modificarea unui șasiu de tanc sovietic T-60, astfel încât să poată prelua un tun, tot sovietic, model Putilov-Obuhov M 1904-1930 de calibrul 121,9 mm, dar și o mitralieră coaxială ZB-53 de calibrul 7,92 mm. Ca blindaj s-a optat pentru utilizarea a 4 plăci de oțel cu grosimi de 10-20 mm, care îmbrăcau partea superioară a vehiculului, acesta neavând turelă. Prototipul a fost realizat  la uzinele Rogifer din București (denumite anterior Malaxa) cu asistența inginerilor Ghiulai și Veres. 
Primul prototip - botezat Mareșal - a avut indicativul M-00 și a fost testat în poligonul Sudiți lângă Slobozia pe 30 iulie 1943. Temerile că șasiul se va răsturna la primul recul al puternicului tun de 121,9 mm nu s-au adeverit, însă au apărut alte probleme, majoritatea legate de modul de fixare a tunului. Oricum, testul a fost un succes pentru micuțul vânător de care blindate încurajând astfel dezvoltarea ulterioară a proiectului. 
Având în vedere complexitatea relațiilor dintre Armată și Industrie, la nivelul cabinetului Mareșalului Ion Antonescu s-a decis înființarea în august 1943 a unui comitet pentru supravegherea proiectului. Prototipurile îmbunătățite M-01, M-02, M-03 au fost construite la uzinele Rogifer unde echipei de proiectanți i-au fost puse la dispoziție câteva ateliere. Terminate la mijlocul lunii octombrie aceste trei prototipuri erau puțin diferite față de varianta M-00, în sensul că erau mai lungi cu 43,2 cm și mai late cu 13,4 cm; de asemenea, cutia blindată era sudată, iar structura interioară era compartimentată, vehiculul devenind mult mai robust. Echipajul era format din două persoane așezate cot la cot în partea din față a vehiculului, în compartimentul de luptă. Mecanicul conductor era în același timp și ochitor și stătea în partea dreaptă, iar încărcătorul stătea în partea stângă către centru. Tunul folosea o lovitură cumulativă de tip Hohllandung special dezvoltată pentru lupta antitanc. 

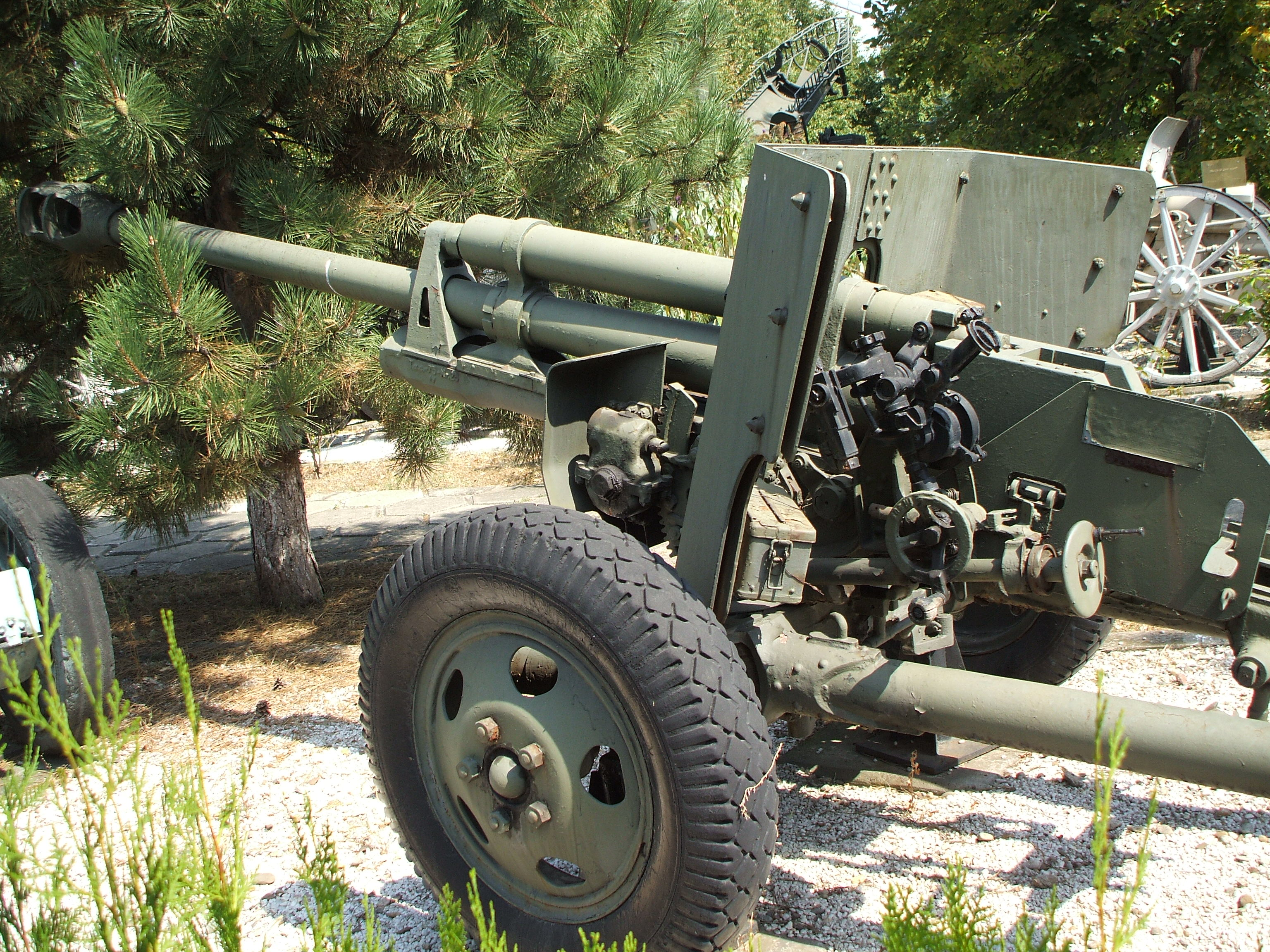
Tunul antitanc DT-UDR 26, calibrul 75 mm, Reșița Model 1943.

La 23 octombrie 1943, cele trei prototipuri au fost testate în prezența Mareșalului Antonescu în poligonul Sudiți. Cu această ocazie a fost testat și tunul antitanc de 75 mm, model Reșița 1943, care a dovedit calități excepționale. Datorită comportării foarte bune a tunului antitanc, la sugestia col. Paul Drăghiescu, s-a dispus ca următoarele modele de Mareșal să nu mai folosească tunuri rusești de captură ci tunul antitanc românesc Reșița 1943. Această modificare a fost încorporată începând cu prototipul M-04. 
Imediat după încheierea testelor șeful echipei de proiectanți, mr. Nicolae Anghel precum și directorii uzinelor Rogifer au fost trimiși in Germania pentru a se familiariza cu liniile de asamblare pentru blindate. Începând cu luna noiembrie au început pregătirile pentru producția de serie, în acest sens fiind trimisă în Franța o comisie pentru a comanda 1000 de motoare Hotchkiss, iar un tehnician român a fost detașat pe lângă Marele Stat Major German pentru a obține piesele și subansamblele care trebuiau importate din Germania. 
În ianuarie 1944 a fost finalizat prototipul M-04 care era echipat cu un motor Hotchkiss H-39 de 120 CP si cu noul tun Reșița M1943, având o greutate totală de 10 tone. În februarie, vehiculul a fost trimis în poligonul Sudiți pentru evaluare. Din nou au apărut temeri că șasiul nu va rezista la șocul provocat de recul, însă aceste temeri nu au fost adeverite. Testele prototipului M-04 au fost evaluate și de 2 reprezentanți ai Înaltului Comandament German, care au fost impresionați de manevrabilitatea și mobilitatea originalului vânător de tancuri. 
În acest timp, România a reușit să încheie contracte cu mi mulți furnizori din Franța, Elveția și Suedia pentru furnizarea de componente, iar Germania, deși nu era obligată, s-a oferit să îi acorde României asistență în dezvoltarea proiectului, prin detașarea de specialiști germani la uzinele Rogifer, precum și prin furnizarea de subansamble, elemente de optică, plăci de blindaj, aparatură radio, etc. Totodată s-a făcut și o planificare pentru asimilarea tuturor componentelor provenite din import de către industria românească, în decurs de un an. 
În martie 1944, echipei de proiectanți i s-au alăturat ing. Wohlrath de la compania Alkett și proiectantul tunului Reșița M1943, lt.col. Valerian Nestorescu. În această perioadă se lucra la prototipurile M-05 si M-06, la care se renunțase total la șasiul tancului T-60. Prototipul M-05 a fost terminat în mai 1944 și testat în aceeași lună. În iunie, vânătorul de tancuri a fost prezentat Mareșalului Antonescu, într-o competiție cu Sturmgeschütz III și cu un tun Reșița 75 mm. Prestația vânătorului de tancuri Mareșal a fost foarte bună, acesta intrând între 24 iulie și 21 august 1944 într-o serie de teste foarte dure - comparabile cu condițiile de front. În timpul acestor teste, afetul tunului a cedat, ducând la întreruperea sesiunii de testare până la 31 august. La 21 septembrie, prototipul M-05 își termină sesiunea de teste, inclusiv testele de anduranță.
La 26 octombrie 1944, invocând condițiile armistițiului, sovieticii confiscă prototipurile rămase precum și toate materialele legate de vânătorul de tancuri Mareșal. 
Dintre tunurile antitanc calibrul 75 mm model 1943 Reșița au mai rămas câteva exemplare la Școala Militară de Ofițeri de Artilerie din Sibiu și la câteva unități militare din țară, cu care s-au făcut trageri și instrucție până prin anii 1998; ulterior, acestea au fost retrase în depozitele artileriei. Au fost tunuri foarte precise, stabile, fiabile și, se poate spune, proiectate și construite la standarde actuale.

## Propuneri de modificări
- Flakpanzer Mareșal